# Let's go together (single)
Let's go together is een single van The Cats die werd uitgebracht in 1973. Het nummer verscheen hetzelfde jaar op hun elpee Home.
Zowel Let's go together als Linda (op de B-kant van deze single) werden gezamenlijk geschreven door de Cats-leden Piet Veerman en Jaap Schilder.

## Hitnotering
De single bereikte nummer 7 in de Top 40 en bleef zeven weken in deze hitlijst staan. In de Daverende 30 bereikte het eveneens de zevende positie.

### Nederlandse Top 40
De single was eerste alarmschijf.
| Positie: | 15 | 7 | 7 | 9 | 15 | 16 | 32 | uit |

### NederlandseDaverende 30
| Positie: | 18 | 9 | 7 | 9 | 15 | 22 | uit |

### BelgischeBRT Top 30
| Positie: | 23 | - | - | 29 | - | - | 27 | 30 | uit |